# Trattato di Bruxelles
Il trattato di Bruxelles era un patto di autodifesa collettiva firmato da Belgio, Francia, Lussemburgo, Paesi Bassi e Regno Unito il 17 marzo 1948. Esso venne successivamente modificato dagli Atti internazionali firmati a Parigi il 23 ottobre 1954, che diedero vita all'Unione europea occidentale (UEO).

## Premesse
Nel 1948 era ancora reale il timore che i disastri causati dalla Germania nazista potessero riprendere e, al contempo, si guardava con sospetto all'Unione Sovietica. Perciò si sentì l'esigenza di stabilire un'alleanza che prevedeva la reciproca garanzia di un aiuto politico e militare, e l'impegno alla concertazione sulle misure da adottare nel caso di un'aggressione da parte della Germania o di qualsiasi situazione che minacciasse la pace in Europa.
Era un trattato nato dal problema della sicurezza nei confronti della Germania ma che in realtà si riferiva all'Unione Sovietica. Il trattato nacque quando ormai la divisione dell'Europa in due blocchi era un dato di fatto. L'Unione Sovietica cercava di avere l'egemonia sull'Europa orientale, e l'Europa occidentale cercava di risollevarsi dalle ceneri della seconda guerra mondiale. La rinascita dell'Europa occidentale muoveva da volontà di europeismo come progetto politico ed economico.
Sembrava che l'interesse statunitense nei confronti dell'Europa occidentale fosse prettamente economico, e c'era il timore, un timore radicato nelle masse, che il Piano Marshall potesse essere messo in crisi dal diffondersi dell'influenza sovietica che si stava consolidando nel Cominform (derivata da "Communist Information Bureau"). La paura nei confronti di idee sovversive o filosovietiche causò una certa pressione dagli Stati europei nei confronti degli Stati Uniti perché non si limitassero ad un impegno europeo solamente economico ma che si impegnassero anche nella difesa cosicché l'Unione Sovietica ne risultasse intimorita.

## Contenuto dell'accordo
Il 30 agosto 1954 il Parlamento francese respinge il trattato CED che era stato firmato nel maggio 1952 dai sei Paesi membri della CECA. In tal modo il progetto della Comunità Europea di Difesa (CED) fu accantonato definitivamente. I ministri di Francia, Gran Bretagna e Benelux riconsiderarono il trattato di Bruxelles, lo modificarono, in occasione dell'adesione dell'Italia e della Repubblica Federale Tedesca, con gli accordi di Parigi (da cui la dizione trattato di Bruxelles modificato), così si diede vita ad un'Organizzazione che assumeva l'attuale nome di UEO.
Elemento fondamentale del trattato di Bruxelles è l'art. 5, che prevede la mutua assistenza di tutti gli Stati membri in caso di aggressione nei confronti di uno di essi in Europa, e consultazioni in caso di aggressione in un altro continente o in caso di minaccia della Germania.
Era inoltre prevista una cooperazione economica, sociale e culturale fra le nazioni partecipanti.

## Ripercussioni
Il presidente statunitense Truman manifestò grande apprezzamento per questo trattato.
Il 24 marzo la delegazione USA presentò un memorandum che sosteneva l'idea di un patto di sicurezza per l'area nord atlantica (il futuro "patto atlantico") in cui il "governo statunitense considererebbe un attacco contro una delle potenze del trattato di Bruxelles come un attacco contro gli Stati Uniti, da affrontare da parte degli Stati Uniti conformemente all'articolo 51 dello statuto dell'ONU che salvaguardava il diritto dei membri dell'ONU 'all'autodifesa individuale o collettiva'".